# Steve Forbes
Malcolm Stevenson Forbes Jr. (Morristown, 18 luglio 1947) è un editore e politico statunitense, figlio dell'editore di lunga data della rivista Forbes, Malcolm Forbes, e nipote del fondatore della pubblicazione Bertie Charles Forbes. È consulente presso la Forbes School of Business & Technology.
È stato candidato alle elezioni primarie  del Partito Repubblicano per la Presidenza degli Stati Uniti nel 1996 e 2000.

## Biografia
Forbes è nato a Morristown, nel New Jersey, da Roberta Remsen (nata Laidlaw) e Malcolm Forbes. Cresciuto a Far Hills, nel New Jersey, ha frequentato la Far Hills Country Day School con la sua amica di lunga data e futura governatrice del New Jersey Christine Todd Whitman. Si è diplomato alla Brooks School di North Andover, Massachusetts, nel 1966 e si è laureato in storia  presso l'Università di Princeton nel 1970. Mentre era a Princeton, Forbes fondò la sua prima rivista, Business Today, con altri due studenti. Business Today è attualmente la più grande rivista al mondo gestita da studenti al mondo. Ha conseguito lauree honoris causa da diverse università, tra cui il New York Institute of Technology e la Lehigh University. 

## Carriera politica
Nel 1985, il presidente Ronald Reagan nominò Forbes capo del Board of International Broadcasting (BIB), che storicamente gestiva il funzionamento di Radio Free Europe/Radio Liberty. Il successore di Reagan, George H.W. Bush, riconfermò Forbes che manterrà la carica fino al 1993, dopo l'insediamento di Bill Clinton.
Forbes è stato poi coinvolto in vari gruppi di difesa politica conservatrice. Dal 1993 al 1996 è stato presidente del consiglio di amministrazione di "Empower America", che in seguito si è fusa con il gruppo di difesa FreedomWorks. Attraverso "Empower America", Forbes si associò al politico conservatore Jack Kemp, che avrebbe continuato a sostenere Forbes durante le primarie presidenziali del Partito Repubblicano del 1996. Dal 1996 al 1999, Forbes è stato anche presidente onorario del gruppo di difesa "Americani per la speranza, la crescita e le opportunità", descritto come "un'organizzazione di base e di difesa dei problemi fondata per promuovere la crescita, la libertà e la famiglia".
Forbes ha contribuito a elaborare il piano di Christine Todd Whitman per un taglio del 30% delle imposte sul reddito del New Jersey in tre anni, e questo piano si è rivelato un fattore importante nella vittoria della donna sul governatore in carica James Florio  Nonostante Forbes e Whitman fossero amici d'infanzia, Forbes in seguito prese le distanze dalla Whitman durante la sua candidatura per la nomina repubblicana nel 2000.

### Campagne presidenziali nel 1996 e nel 2000

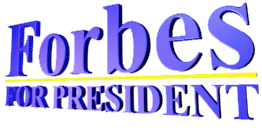
Logo della campagna 1996

Forbes partecipò alle primarie repubblicane per la presidenza degli Stati Uniti nel 1996 e nel 2000, conducendo principalmente una campagna per stabilire un'imposta fissa sul reddito (l'enfasi di Forbes sulla proposta della tassa fissa era così pesante che fu descritto come un "candidato a questione unica", un'etichetta che secondo lui era imprecisa). Forbes riteneva che il sistema fiscale americano fosse diventato troppo bizantino e burocratico e avesse un disperato bisogno di riforme e semplificazioni. Forbes sostenne nel 1996 anche l'idea di reintrodurre mutui al 4,5% e limiti di durata; tuttavia, li abbandonò entrambi nel 2000, poiché erano elementi minori nella sua piattaforma complessiva.
Quando Forbes si candidò alla presidenza nel 1996 e nel 2000, vendette alcune delle sue azioni con diritto di voto di Forbes, Inc. ad altri membri della famiglia per contribuire a finanziare la sua campagna. Forbes non riuscì ad assicurarsi la nomination repubblicana , nonostante avesse vinto le primarie dell’Arizona e del Delaware nel 1996 e avesse ottenuto quote significative di voti in altre primarie. Lo stile di campagna "goffo" di Forbes era considerato un fattore importante nella sua sconfitta.  La rivista Time definì il suo sconcerto una "impressione da comedy club di ciò che accadrebbe se uno scienziato pazzo decidesse di costruire un robot stupido". Jeff Lyon del Chicago Tribune scrisse di Forbes durante la campagna elettorale: "[Forbes] assomiglia al classico milquetoast, con un sorriso lezioso, occhiali dalla montatura dorata che fanno sembrare i suoi occhi più piccoli e un modo rigido di presentarsi quando lavora tra la folla. Ha uno stile cornball e usa lo slang preppie come "get real" e "el zippo" (che significa "zero") nei discorsi".  Forbes e il suo staff elettorale erano noti per viaggiare tra le varie fermate della campagna tramite il loro "grande autobus argentato".  Per la sua campagna presidenziale del 2000, raccolse $ 86.000.000 in contributi elettorali, di cui $ 37.000.000 auto-donati.

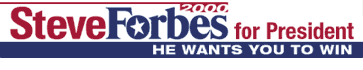
Logo della campagna del 2000

Dopo aver abbandonato all'inizio della stagione delle primarie del 2000, Forbes è tornato a dirigere la rivista e l'azienda. Durante la campagna del 1996, addetti ai lavori di Fortune affermarono che le storie sugli inserzionisti di Forbes erano diventate favorevolmente distorte nei loro confronti.
Le principali questioni sostenute da Forbes includono il libero scambio, i conti di risparmio sanitario e la possibilità di trasferire il 75% delle imposte sui salari della previdenza sociale nei conti pensionistici personali (PRA). Forbes sostiene le politiche tradizionali del Partito Repubblicano come il ridimensionamento delle agenzie governative per equilibrare il bilancio, leggi severe sulla criminalità, sostegno alla pena di morte e buoni scolastici. Forbes si oppone al controllo delle armi e alla maggior parte della regolamentazione governativa dell'ambiente, nonché alla legalizzazione della droga e al matrimonio tra persone dello stesso sesso, nonostante suo padre fosse gay. In termini di politica estera, chiese una “politica estera degli Stati Uniti e non delle Nazioni Unite” (che era composta da sentimenti anti-Fondo monetario internazionale, sentimenti filo-israeliani, opposizione allo status di nazione più favorita per la Repubblica popolare cinese e sentimento anti-ONU).
Il piano flat tax di Forbes è leggermente cambiato. Nel 1996, Forbes sostenne una flat tax del 17% su tutti i redditi da lavoro personali e aziendali (i redditi da capitale come plusvalenze, pensioni, eredità e risparmi sarebbero esentati). Tuttavia, Forbes sostenne l’esenzione dei primi 33.000 dollari di reddito. Nel 2000 Forbes mantenne lo stesso piano; ma, invece di ricevere un'esenzione di $ 33.000 per ogni persona, somigliava più da vicino al Piano Armey (la versione di Forbes prevedeva una detrazione di $ 13.000 per adulto e $ 5.000 per persona a carico). Forbes, fecero notare, era molto ricco, con un patrimonio netto nel 1996 di 430 milioni di dollari. In risposta a queste critiche, Forbes promise nella sua campagna del 2000 di esentarsi dai benefici della flat tax, sebbene avesse sostenuto l'abrogazione del 16° emendamento in un dibattito con Alan Keyes l'anno precedente.
Nella sua campagna del 2000, Forbes ha dichiarato il suo sostegno al conservatorismo sociale insieme alla sua economia dal lato dell’offerta. Pur mantenendo posizioni opposte nel 1996, per la campagna del 2000 Forbes annunciò di essere fermamente contrario all'aborto e di sostenere la preghiera nelle scuole pubbliche. L'anno precedente Forbes aveva rilasciato una dichiarazione in cui affermava che non avrebbe più donato soldi all'Università di Princeton a causa dell'assunzione del filosofo Peter Singer, che vede la personalità come limitata agli esseri "senzienti" e quindi ritiene che alcune persone disabili e tutti i bambini siano privi di questo stato. Steve Forbes è stato uno dei firmatari della Dichiarazione dei principi del Progetto per il Nuovo Secolo Americano (PNAC) il 3 giugno 1997.